# The Forme of Cury
The Forme of Cury (En metode til at lave mad, cury er afledt af det middelfranske ord cuire, der betyder "at lave made") er en omfattende samling af middelalderlige opskrifter fra England, der stammer fra 1300-tallet. Den var oprindeligt skrevet på middelengelsk på en skriftrulle, og dens forfattere bliver lsitet som "chefkokken hos Richard 2.". Den er en af de ældste kogebøger fra England, og det er den første, som nævner olivenolie, græskar og krydderier som muskatnød og nellike.